# Beijing Qilong
Mit dem 2002 eingeführten Beijing Qilong, der chinesische Name für das Bangkoker Stadtviertel Chidlom, führt der chinesische Hersteller Beijing Automobile Works seine Produktion der mittelschweren Lastkraftwagen fort. Als Vorgänger gilt der Beijing BJ-136. Die Entwicklungsbasis stellte die japanische Isuzu N-Serie. Den Qilong gibt es nur mit 5-Gang-Schaltgetriebe.
Für die meisten Länder findet die Produktion im Pekinger Hauptwerk statt. 
Folgende Motorisierungen stehen zur Wahl:
- Dieselmotoren:
  - CY4102-C3F mit 3707 cm³ Hubraum und einer Leistung von 66 kW (BJ1044P1U54, BJ1044PPU54, BJ1074PPU55)
  - CA4DC2-10E3 mit 2596 cm³ Hubraum und einer Leistung von 68 kW (BJ1040P1S31, BJ1044PPT41)
  - CY4102-C3B mit 3856 cm³ Hubraum und einer Leistung von 136 kW (BJ1126PPU91)

## Maße
- Beijing Qilong Single Cab 2.5 Tonner (BJ1044P1T41): 5985 mm × 2060 mm × 2320 mm; Radstand: 3200 mm
- Beijing Qilong Space Cab 2.5 Tonner (BJ1044PPT41): 4860 mm × 2060 mm × 2320 mm; Radstand: 3200 mm
- Beijing Qilong Single Cab 3 Tonner (BJ1044P1U54): 5990 mm × 2240 mm × 2320 mm; Radstand: 3308 mm
- Beijing Qilong Space Cab 3 Tonner (BJ1044PPU54): 5990 mm × 2240 mm × 2320 mm; Radstand: 3308 mm
- Beijing Qilong Space Cab 4.5 Tonner (BJ1074PPU55): 6360 mm × 2240 mm × 2320 mm; Radstand: 3670 mm
- Beijing Qilong Space Cab 8 Ton Truck (BJ1126PPU91): 8400 mm × 2350 mm × 2430 mm; Radstand: 4700 mm